# Nelson Mandela University
Die Nelson Mandela University (NMU), bis 2017 Nelson Mandela Metropolitan University (NMMU), ist eine staatliche Universität in der Metropolgemeinde Nelson Mandela Bay in der südafrikanischen Provinz Ostkap. Die Campusbereiche liegen in Gqeberha. Die Universität ist nach Nelson Mandela benannt.
Die damalige NMMU wurde 2005 gegründet und ist damit eine der jüngsten Universitäten in Südafrika. Im Rahmen der landesweiten Umstrukturierungen in der Hochschullandschaft entstand die Universität aus der Zusammenlegung des Port Elizabeth Technikon (PE Technikon), gegründet 1882, der University of Port Elizabeth (UPE), gegründet 1964, und dem hiesigen Campus der Vista University, gegründet 1982. Am 20. Juli 2017 wurde der Name zu Nelson Mandela University verkürzt.

## Organisation
Die NMU wird von einem Vizekanzler geleitet. Zum Management gehören im Weiteren drei stellvertretende Vizekanzler, ein CFO und ein CHRO. Der Kanzler hat repräsentative und symbolische Aufgaben.
Die NMU hat sieben Campusbereiche in Gqeberha und George, auf denen die sieben Fakultäten angesiedelt sind:
- Geisteswissenschaften
- Gesundheitswissenschaften
- Ingenieurwissenschaften und Informationstechnik
- Wirtschaftswissenschaft
- Pädagogik
- Rechtswissenschaft
- Naturwissenschaften

Die Fakultäten sind unterteilt in Schools.